# Blatníkovská Lhotka
Blatníkovská Lhotka je zaniklá vesnice na území obce Rybitví v okrese Pardubice. Jméno sídla se měnilo, lze tak setkat s podobami Blatnikovská Lhotka, Blatníkova Lhotka, Lhotka u Rybitví nebo Blatnická Lhotka. Název Blatníkovská Lhotka byl úředně stanoven v roce 1923. Lhotka stávala na místech dnešního areálu chemických závodů, asi jeden kilometr jižně od dnešní zástavby Rybitví. Na její existenci upomíná název jedné z retenčních nádrží Lhotka, která však leží přes kilometr jihozápadně od původní lhotecké zástavby.

## Historie
První zmínka o vsi je z roku 1377, kdy Albrecht z Cimburka prodal tvrz Blatník i se vsemi „Bystřec, Rybitví, Černá a Lhota“ (sic) opatu opatovického kláštera Janovi z Orle. Součástí obce byla i někdejší osada Blatník ležící na místě dřívější stejnojmenné tvrze, později se z ní stala už pouze samota, ležící u přívozu přes Labe, asi půl kilometru od Lhotky samotné. V roce 1837 je Blatník uváděn jako selský dvorec se dvěma čísly popisnými a přívozem.
Roku 1843 měla Lhotka 11 domů, 101 obyvatele, r. 1900 161 obyvatele. Na začátku 20. století měla 17 usedlostí s vlastním číslováním. V roce 1929 v ní žilo 148 obyvatel.
V 60. letech 20. století byla Blatníkovská Lhotka srovnána se zemí, aby uvolnila místo pro rozšiřování výrobních komplexů Východočeských chemických závodů. Zástavba obce tak zcela zanikla, pouze pomník obětem první světové války byl přenesen do Nové Kolonie v Rybitví, kde stojí dodnes (2023).
Blatníkovská Lhotka jako část obce Rybitví úředně zanikla k 1. březnu 1980.

## Osobnosti
V Blatníkovské Lhotce se narodil a žil Václav Půlpán, zemědělec, český vlastenec a poslanec Kroměřížského sněmu v letech 1848–1849 (v roce 1849 byl sněm rozpuštěn).
Lhoteckým rodákem byl také Josef Kindl, český legionář v Rusku (září 1917 až říjen 1920).